# NGC 4137
NGC 4137 is een balkspiraalstelsel in het sterrenbeeld Jachthonden. Het hemelobject werd op 4 mei 1881 ontdekt door de Franse astronoom Édouard Jean-Marie Stephan.

## Synoniemen
- UGC 7135
- MCG 7-25-33
- ZWG 215.36
- VV 454
- PGC 38619